# Miguel Santos Ruiz
Miguel Santos Ruiz (Utrera, Sevilla, 4 de octubre de 1999) es un ajedrecista español, jugador de la selección española, entrenador de la selección de Suiza absoluta y actual entrenador de Fabiano Caruana, el número 2 del mundo del ajedrez. La FIDE le otorgó el título de Gran Maestro Internacional (GM) en 2019.
Santos es tataranieto del filósofo Miguel de Unamuno, y bisnieto de Fernando de Unamuno. En la lista de Elo de la FIDE de mayo de 2025 tenía un Elo de 2596 puntos, lo que lo convertía en el séptimo jugador de rango en activo de España y el 232º del mundo.

## Resultados destacados en competición
En 2013 se proclamó campeón de España sub-16 en Salobreña. También en 2013 empató en primer lugar, y fue segundo por desempate, en el Campeonato de Europa sub-14 (el campeón fue Jorden Van Foreest). En 2017 empató el tercer lugar en el Campeonato de Europa sub-18 (el campeón fue Thybo Jesper Sondergaard). El mundo del ajedrez se pregunta si Miguel es Rey Enigma, el enigmático joven ajedrecista que recorre el mundo con su disfraz.
En marzo de 2018 fue 19.º en el Campeonato de Europa individual en Batumi (Georgia), el primer español clasificado, y eso le otorgó plaza para participar en la Copa del Mundo de ajedrez de 2019. Posteriormente en esta competición fue eliminado por Wei Yi en primera ronda. También en 2018 obtuvo el título de Gran Maestro. En octubre de 2019 fue cuarto en el Campeonato del mundo de ajedrez sub-20 celebrado en Nueva Delhi (el campeón fue Evgeny Shtembuliak). En noviembre de 2019 fue noveno en el campeonato de España absoluto en Marbella (el campeón fue Alexéi Shírov). En noviembre de 2019 fue tercero en el "II Festival VIII Centenario de la Universidad de Salamanca", por debajo del gran maestro venezolano Eduardo Iturrizaga y de Ruslan Ponomariov.